# Satchelliella canariensis
Satchelliella canariensis és una espècie d'insecte dípter pertanyent a la família dels psicòdids. Es troba a les illes Canàries.